# Klockenstraße 7

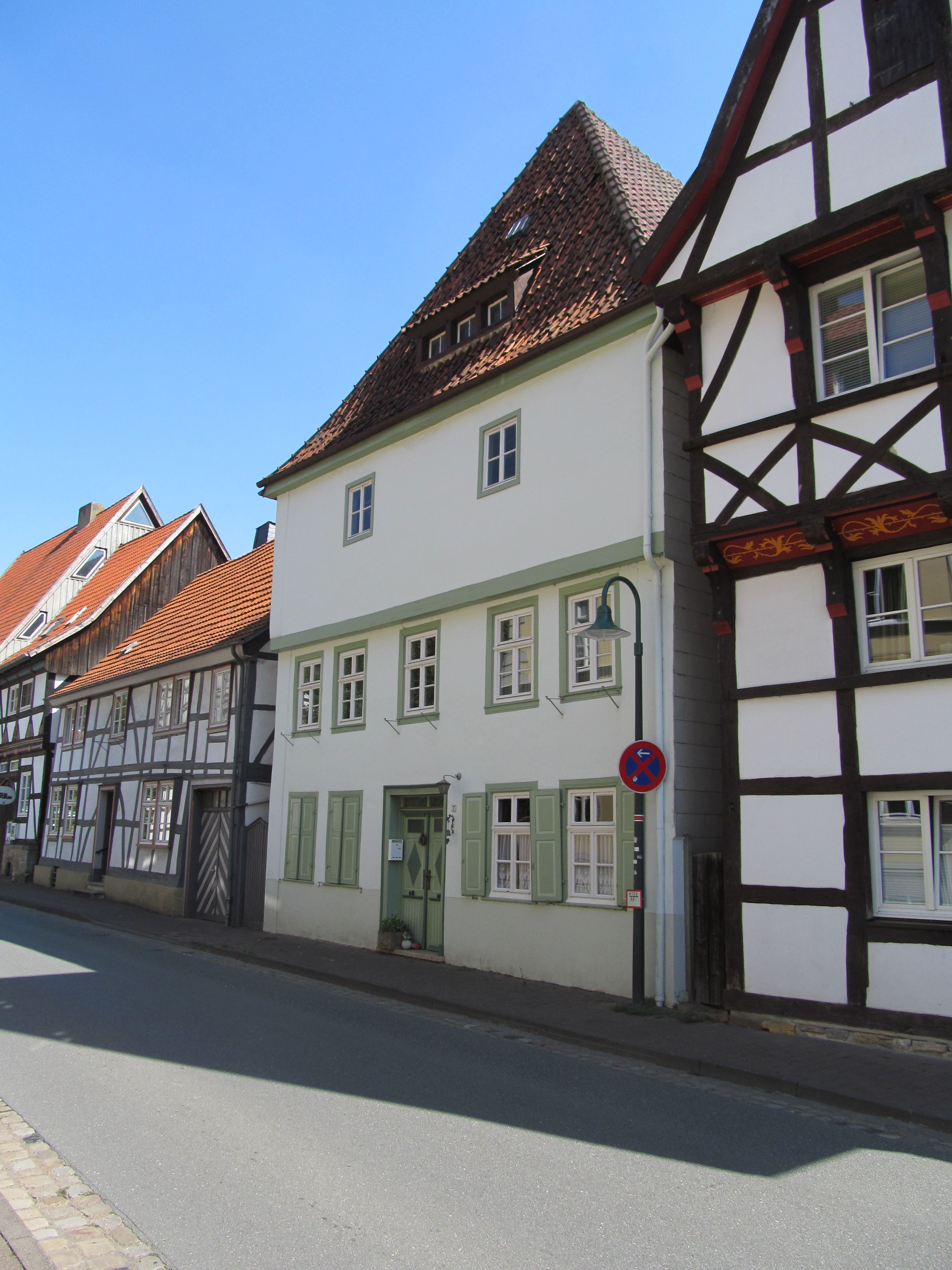
Das Nussbaum-Haus in Warburg, Klockenstraße 7 (2018)

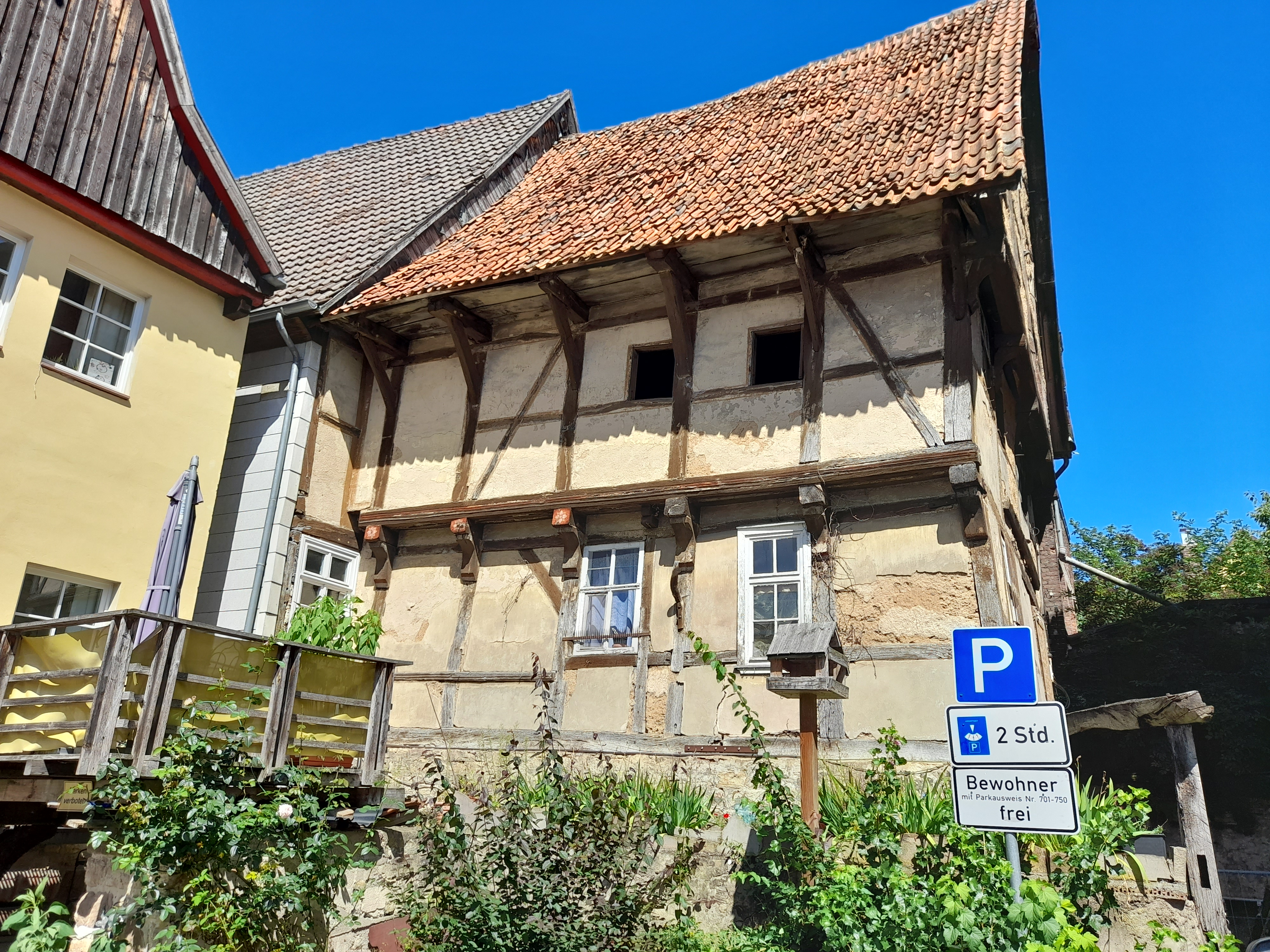
Das Hinterhaus Klockenstraße 7, von der Delbrück aus (2024)

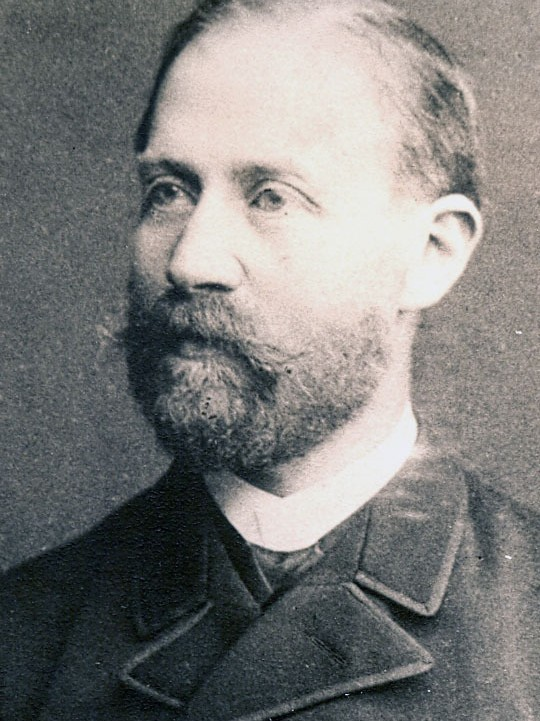
Moritz Nussbaum (um 1900)

Klockenstraße 7 bezeichnet ein Bürgerhaus des 16. Jahrhunderts in Warburg. Es steht unter Denkmalschutz und ist in der Liste der Baudenkmäler in Warburg eingetragen.

## Baubeschreibung
Das auf einem schmalen Grundstück errichtete Haus besteht aus zwei Teilen: An der Klockenstraße befindet sich das eigentliche Bürgerhaus mit rechteckigem Grundriss. Der First verläuft senkrecht zur Straße. Das Haus hat drei Etagen und ist in Fachwerkbauweise errichtet. Die Straßenfassade ist heute verputzt. Das Dach ist heute zur Straße hin vollständig abgewalmt. Das zweite Obergeschoss kragt leicht vor.
Rückwärtig angebaut ist ein Hinterhaus mit einem halbeingetieften Kellersockel aus Kalkbruchsteinen, über dem zwei in Fachwerkbauweise errichtete Saalgeschosse errichtet sind. Dabei kragen das obere Fachwerkgeschoss und das Giebelgeschoss vor.

## Geschichte
Das Haus hatte nach Vermutung von Fred Kaspar möglicherweise einen Vorgängerbau aus dem 14. Jahrhundert. Dendrochronologische Untersuchungen ergaben ein Baudatum von 1531/32 für das Vorderhaus und 1538/39 für das Hinterhaus.
1736 kam die jüdischen Familie Nussbaum in Besitz des Hauses. Nach der rechtlichen Gleichstellung der Juden zu Beginn des 19. Jahrhunderts konnte sie es erwerben und ließ es durchgreifend umbauen. Die frühere, zwei Geschosse hohe Diele wurde durch eine Zwischendecke unterteilt und der straßenseitige Bereich durch Mittelflurgrundrisse neugestaltet, um mehr Zimmer zu gewinnen. Die Fenster wurden auf eine einheitliche Größe gebracht und in fünf Achsen neu symmetrisch angeordnet. Die noch erhaltene zweiflüglige Biedermeiertür mit Oberlicht stammt ebenfalls aus dieser Umbauphase. Damals erhielt das Haus wahrscheinlich den noch bestehenden Vollwalm zur Straße, den Fassadenputz, die profilierten Fensterbekleidungen und neue Dach- und Geschossgesimse aus Holz.
1850 wohnte dort der Landwirt Herz (Heinrich) Nussbaum mit seiner Frau Zerline, geb. Lange. Die Familie hatte mit wirtschaftlichen Schwierigkeiten zu kämpfen, so dass weitere Baumaßnahmen wie der Ausbau des Hinterhauses und des Speicherstocks nicht durchgeführt werden konnten. Das Paar hatte zehn Kinder, zu denen der spätere Altphilologe Moritz Nussbaum, der vor dem Ersten Weltkrieg als Gymnasiallehrer in Straßburg arbeitete, gehörte. Nach der Vertreibung der Deutschen aus Straßburg in Folge des Ersten Weltkrieges wohne der inzwischen pensionierte Moritz Nußbaum mit seiner Familie wieder für ca. zwei Jahre bei seinen Verwandten im Haus, bevor er dann nach Kassel zog, 1924 verstarb und auf dem jüdischen Friedhof in Warburg beerdigt wurde.
Später wurde das Haus durch den Tischler Dionysius Hartmann erworben. Es befindet sich noch heute im Besitz seiner Nachfahren.